# Nguyễn Phúc Luân
Nguyễn Phúc Luân (chữ Hán: 阮福㫻, 11 tháng 6 năm 1733 - 24 tháng 10 năm 1765) hay Nguyễn Phúc Côn, còn gọi là Nguyễn Hưng Tổ (阮興祖), là một Vương tử ở Đàng Trong, được di chiếu sẽ lên ngôi Chúa Nguyễn ở Đàng Trong nhưng không thành. Ông bị quyền thần ngoại thích là Trương Phúc Loan sát hại.
Ông là thân phụ của Hoàng đế Gia Long Nguyễn Phúc Ánh, vị Hoàng đế đầu tiên của triều đại nhà Nguyễn trong lịch sử Việt Nam.

## Tiểu sử
Nguyễn Phúc Luân là con thứ hai của Chúa Nguyễn Phúc Khoát, mẹ là Trương Thị Dung (張氏容). Trên ông còn có người anh là Nguyễn Phúc Chương (阮福暲), qua đời vào năm 1763.
Năm 1760, em trai ông là Thế tử Nguyễn Phúc Hạo mất, Nguyễn Phúc Khoát có ý định truyền ngôi cho ông nên giao cho Ý Đức Hầu Trương Văn Hạnh và Thị giảng Lê Cao Kỷ chăm lo dạy dỗ. Theo lời kể lại, ông vốn thông minh và có nhiều đức tính. Ban đầu ông được phong chức Chưởng cơ. Những buổi họp quan trọng trong triều ông đều được tham dự để có thể am hiểu sự tình trong nước.
Năm 1765, Nguyễn Phúc Khoát mất, để lại di chiếu truyền ngôi cho Nguyễn Phúc Luân. Nhưng quyền thần Trương Phúc Loan cùng một số gian thần khác thay đổi di chiếu, lập em nhỏ là Nguyễn Phúc Thuần còn nhỏ tuổi lên ngôi Chúa để dễ bề giám sát, khống chế. Còn Nguyễn Phúc Luân thì bị tống giam vào ngục.
Sau vì lo buồn, bị bệnh nên ông qua đời ở phủ đệ ngày 10 tháng 9 năm Ất Dậu (tức ngày 24 tháng 10, năm 1765), hưởng dương 33 tuổi.

## Lăng mộ
Lăng mộ Nguyễn Phúc Luân tại xã Cư Chính, thuộc huyện Hương Thủy, Thừa Thiên. Theo Nguyễn Phước tộc thế phả thì năm 1790, quân Tây Sơn quật hài cốt đổ xuống sông. Một ngư dân tên Nguyễn Ngọc Huyên và con thả lưới 3 lần đều vớt trúng chiếc sọ, cho là hài cốt thần nhân nên lặn xuống đem hài cốt đem lên chôn chỗ khác. Đến đời Gia Long, do Nguyễn Ngọc Huyên chỉ chỗ, hài cốt được đưa về táng chỗ cũ.
Mộ cải táng đặt tại Cơ Thánh lăng (基聖陵), làng Cư Chánh, huyện Hưng Thủy, tỉnh Thừa Thiên. Lăng được xây lớn hơn trước.
Năm 1780, Gia Long lên ngôi Nhiếp chính vương, truy tôn cha mình tước Từ Tường Đạm Bạc Khoan Dụ Ôn Hòa Hiếu Khang vương (慈祥澹泊寬裕溫和孝康王).
Năm 1806, ngày 23 tháng 7, Gia Long đã cho xây và thờ cha mình tại Hưng Miếu, ông được Gia Long truy tôn thụy hiệu là Nhân Minh Cẩn Hậu Khoan Dụ Ôn Hòa Hiếu Khang Hoàng đế (仁明謹厚宽裕溫和孝康皇帝)., miếu hiệu là Hưng Tổ (興祖). Đời sau đều gọi Hưng Tổ Hiếu Khang Hoàng đế (興祖孝康皇帝).

## Gia đình
Theo tài liệu của Nguyễn Phước tộc thì gia đình Hưng Tổ Khang Hoàng đế Nguyễn Phúc Luân gồm có:
- Hậu phi:

1. Hiếu Khang Hoàng hậu Nguyễn Thị Hoàn (孝康皇后阮氏, 30 tháng 10 năm 1736 - 21 tháng 5 năm 1811), người ở làng Minh Linh, phủ Thừa Thiên, con gái Diễn quốc công Nguyễn Phúc Trung, mẹ là Phùng Phu nhân[4].
2. Ý Thân Huy Gia Từ phi Nguyễn thị (懿慎徽嘉慈妃阮氏; ? - 1807) [5], chị của Ý Tĩnh Khang Hoàng hậu, vào cung cùng với em gái hầu Phúc Luân. Bà sinh được ba người con trai: Tương Dương Quận vương Hạo, con thứ nhì chết sớm, con thứ 3 An Biên Quận vương Mân, có 2 cô con gái là Phúc Lộc Công chúa Ngọc Du và Minh Nghĩa Công chúa Ngọc Tuyền.
3. Cung tần Tống Thị Diên.

- Hậu duệ[6]:

1. Nguyễn Phúc Hạo [阮福暭;?-?], mẹ là Nguyễn Từ phi. Sau được truy thụy phong Cung Mục Tương Dương Quận vương (恭穆襄陽郡王).
2. Nguyễn Phúc Đồng [阮福晍; ? - 18 tháng 10 năm 1777], mẹ là Ý Tĩnh Khang Hoàng hậu Nguyễn Thị Hoàn. Bị quân Tây Sơn giết chết ở Long Xuyên. Sau được truy thụy phong Cung Ý Hải Đông Quận vương (恭懿海東郡王).
3. Nguyễn Phúc Ánh [阮福映; 8 tháng 2 năm 1762 - 3 tháng 2 năm 1820], mẹ là Ý Tĩnh Khang Hoàng hậu Nguyễn Thị Hoàn. Sau lên ngôi Hoàng đế, lấy niên hiệu Gia Long.
4. Một vị không rõ tung tích, một số sách và tài liệu cho biết mất lúc còn nhỏ. Không rõ tên, con của Nguyễn Từ phi.
5. Nguyễn Phúc Mân [阮福旻; ? - 26 tháng 3 năm 1783], mẹ là Nguyễn Từ phi. Người uy dũng, hay cầm quân đánh Tây Sơn, phá được nhiều trận. Sau bị vây hãm, lúc tẩu thoát bị chặt đứt cầu mà chết. Được truy thụy phong Trung Hoài An Biên Quận vương (忠懷安邊郡王).
6. Nguyễn Phúc Điển [阮福晪; ? - 1783], mẹ là Ý Tĩnh Khang Hoàng hậu Nguyễn Thị Hoàn. Bị quân Tây Sơn giết tại đảo Điệp Thạch. Được truy thụy phong Trung Trán Thông Hoá Quận vương (忠壯通化郡王).
7. Nguyễn Phúc Ngọc Tú [阮氏玉琇; 1760 - 1825], mẹ là Ý Tĩnh Khang Hoàng hậu Nguyễn Thị Hoàn, chị cùng mẹ của vua Gia Long. Được gả cho Lê Phước Điển (黎福晪), năm 1783 Điển bị giặc Tây Sơn giết chết, bà không lấy chồng nữa. Sau được phong làm Long Thành Trưởng Công chúa (隆城長公主). Khi mất, thụy là Trinh Tĩnh (貞靜).
8. Nguyễn Phúc Ngọc Du [阮福玉瑜; 1762 - 1820], mẹ là Nguyễn Từ phi. Được gả cho Cai cơ Quận công Võ Tánh. Được phong làm Phúc Lộc Trưởng Công chúa (福祿長公主).
9. Nguyễn Phúc Ngọc Tuyền [阮福玉璿; 1764 - 1782], mẹ là Nguyễn Từ phi. Được gả cho Nguyễn Hữu Thụy (阮有瑞), không con. Chết khi bị quân Tây Sơn làm nhục. Về sau truy tặng Minh Nghĩa Trưởng Công chúa (明義長公主), thụy là Trinh Liệt (貞烈).
10. Nguyễn Phúc Ngọc Uyển [阮福玉琬; 1765 - 1810], mẹ là Tống Thị Diên. Được gả cho Tống Phúc Tín (宋福信), sinh được 4 trai 1 gái. Năm Tự Đức thứ 22 được truy tặng Mỹ Hòa công chúa (美和公主), thụy là Ý Mỹ(懿美).